# NGC 798
NGC 798 (również PGC 7823 lub UGC 1539) – galaktyka eliptyczna (E), znajdująca się w gwiazdozbiorze Trójkąta. Odkrył ją Édouard Jean-Marie Stephan 10 grudnia 1871 roku.